# 고령우체국
고령우체국(高靈郵遞局)은 과학기술정보통신부 우정사업본부 경북지방우정청 소속의 우편물 취급기관이다. 경상북도 고령군 중앙로 1-1에 있다. 1905년 5월 23일 고령임시우체소로 개소되었으며, 1941년 고령우편국을 거쳐 1950년 1월 12일 고령우체국이 되었다. 별정우체국 7개소를 관할한다.

## 연혁
- 1905년 5월 23일: 고령임시우체소로 개소
- 1906년 12월 1일: 고령우체소로 명칭 변경
- 1913년 5월 1일: 고령우편소로 명칭 변경
- 1941년 2월 1일: 고령우편국으로 명칭 변경
- 1950년 1월 12일: 고령우체국으로 명칭 변경
- 1968년 12월 31일: 개축
- 1972년 1월 18일: 사무관 관서로 승격
- 1982년 1월 1일: 고령전신전화국 분리
- 1989년 9월 1일: 현 청사 개축
- 2002년 1월 14일: 집배광역화를 위해 고령군 쌍림면, 덕곡면, 성산면, 운수면, 우곡면, 개진면 우편구역을 고령우체국으로 통합[1]
- 2013년 9월 14일: 고령개진우체국 별정우체국 폐국 및 고령개진우체국(7급) 개국[2]
- 2014년 1월 1일: 우편구역을 다음과 같이 고시[3]

| 배달국     | 배달구역      | 구역번호      |
| ---------- | ------------- | ------------- |
| 고령우체국 | 고령군 전지역 | 40100 ~ 40166 |

- 2019년 7월 1일 : 고령덕곡우체국 별정우체국 폐국[4]
- 2021년 3월 1일 : 우편구역을 다음과 같이 고시[5]

| 배달국     | 배달구역      | 구역번호      |
| ---------- | ------------- | ------------- |
| 고령우체국 | 고령군 전지역 | 40100 ~ 40166 |

## 관할 우체국
| 우체국명       | 사진 | 주소                                | 비고                                                 |
| -------------- | ---- | ----------------------------------- | ---------------------------------------------------- |
| 고령개진우체국 |      | 경상북도 고령군 개진면 개경포로 955 | 2013년 9월 14일 별정우체국 폐국 2013년 9월 14일 신설 |
| 고령다산우체국 |      | 경상북도 고령군 다산면 상곡길 73    |                                                      |
| 고령덕곡우체국 |      | 경상북도 고령군 덕곡면 덕운로 821   | 2019년 7월 1일 별정우체국 폐국                       |
| 고령성산우체국 |      | 경상북도 고령군 성산면 성산로 902-4 |                                                      |
| 고령쌍림우체국 |      | 경상북도 고령군 쌍림면 대가야로 608 |                                                      |
| 고령우곡우체국 |      | 경상북도 고령군 우곡면 도진3길 7    |                                                      |
| 고령운수우체국 |      | 경상북도 고령군 운수면 잣밭길 7     |                                                      |

## 조직
- 영업과
- 우편물류과
- 경영지도실